# 星霜のアマゾネス
『星霜のアマゾネス』（せいそうのアマゾネス）は、2013年11月14日にアークシステムワークスから発売されたニンテンドー3DS用ゲームソフト。

## 概要
アークシステムワークスの新規IPタイトルで、内容は3Dマップによるダンジョン探索型のRPG。男性が途絶えて伝説化しているという設定となっており、大きな特徴として登場キャラクターのほぼ全てが女性であり、それらのキャラによるセクシャル表現がアピールされているなど美少女ゲームのカラーを強く持っている点がある。

## あらすじ
男性がいなくなり、女性だけになった世界。銀河の果てにある監獄惑星・ウルカデン（通称：ウルカ）に収容されている囚人の一人であるガンタイは、古代文明の遺産である宇宙船の存在を知り、脱出をたくらんでいた。

## システム
戦闘
相手の行動を挟まず全ての行動が必ず先制行動となる。プレイヤーフェイズから始まり、キャラクターの行動が終わるとエネミーフェイズとなる。
基本的にそのターンに行動しているキャラクターのみが敵からの攻撃対象または味方が使用した全体スキルの効果対象となる。
そのため全体回復スキルなども対象がそのターン行動したキャラクターが一人なら一人だけとなってしまう。ただし、単体対象であればそのターンに行動していないプレイヤーに対しても使用することができる。
誰も行動しなかった際はそのままエネミーフェイズとなるが、その場合キャラクター全員が敵からの攻撃対象となる。
戦闘不能者は戦闘後にHP1で復帰する。経験値は得られない。
戦闘はAP（アクションポイント）、デンチ、バッテリーを使用して行う。
戦闘中の下画面の右上に表示されているのがバッテリーで各キャラクターの下に表示されているものをデンチと呼ぶ。デンチは3ゲージからスタートするが行動するたびに消費される。デンチの回復は行動でデンチ補充を選択すると3ゲージ、そのターン行動しなかった場合は1ターンに1ゲージ自動回復する。戦闘終了後は状態異常・デンチは自動的に全回復する。デンチはバッテリーから補給するのでバッテリーが0になると補給できなくなり発電状態（そのターン行動できないが次ターンに1ゲージ回復）に陥ってしまい非常に不利な戦闘を強いられる。このため各ダンジョンには補給ポイントが用意されている。
バッテリーの最大値の初期値は100だが、ダンジョン内やショップで手に入るバッテリーを購入する事で最大値を増やすことが可能。
AP（アクションポイント）
戦闘中の下画面の左上に表示されている行動値であるAPは3からスタートし、毎ターン開始時3回復する。最大値は9でそれ以上は増えず、逆に敵がAP強奪スキルを使用してもマイナスになることはない。全員行動させるには6人なので最低でも6APとそれぞれデンチが1ゲージずつ必要となる。強力な攻撃ほどAPを多く使用する。
属性
属性には【射撃】【斬撃】【衝撃】【治療】の四つがあり、治療以外の三つは敵の耐性により有利・不利になる。また、属性は連携にも大きく影響する。なお、デンチ補充やバフ技は【特殊】属性のスキルとなっていて、連携効果や耐性による有利・不利が発生することはない。
連携
説明にある条件を満たすと攻撃が繋がり連携効果の恩恵が得られる。たとえば、「治療 連：HPMAXの威力が40%上昇」だと次に行動するキャラクターのHPが最大値なら威力が四割上昇する。他にも射撃、衝撃など属性武器を特定したもの、ガンタイ、クノイチなどキャラクターを特定したものがある。各キャラクターがレベル30で修得する技は全員で連携することで強力な必殺技に変化する。
スキル
技や奥義。最初は☆一つだがランクを上げることにより最大☆三つで表現され、より強力になる。スキルランクはその技を使えば経験値が貯まりランクアップしたり、新たな技を習得できる。ただしその戦闘で何回使用してもその技の経験値は1しか上がらないため、次のランクまで20とあって一回の戦闘で20回使用しても1としかカウントされない。
因子解放モード
ガンタイが王の眼で敵キャラクターを見つめる事により、相手の因子を引き出すシステム。画面に表示される敵キャラクターにタッチペンで触れるで相手を興奮させ、下画面の上部にあるハート型ゲージを上限まで満たし相手からあふれ出る因子をタッチペンで回収する仕組みとなっており、あつめた因子はクリア後に記憶の吹溜の深部に潜るために必要となる。一度に30個以上の因子の回収に成功するとアルバムに追加され、その敵の因子解放モードがいつでもプレイできるようになる。

## 登場人物

### ガンタイとその関係者
ガンタイ
声 - 藤村歩
主人公。男性的な軍人気質の囚人で、凶悪犯向けの刑務棟に収監されている。外見は金髪のツインテール、左目碧眼。軍服のようなものを着て腰にナイフを差している。右目は王の眼と呼ばれる特殊な目で、普段は眼帯で隠している。
実はトゥレイダーと呼ばれる強硬派の反帝国組織に組している。王の眼は自分の物ではなく気づいたときには移植されていた。どこか天然で方向音痴なクセがあり、他の仲間が風呂（シャワー）に入っても自分だけは三日以上入ってないということもあった。武器は短銃とナイフ。孤児であるため、ほかのカハヴ（人間の女性）につけられるタグがない。
シンイリ
声 - 上坂すみれ
一章で仲間になる。メイド服のような衣装をしている囚人で、爆薬の扱いに長けている。明るいようにふるまっているが、本当はへそ曲がり。語尾は「～です」。ガンタイら好意を抱く相手には素直だが、それ以外の人物に対しては懐疑的な態度をとっている。腹黒い性格をしており、これはモルドレと呼ばれる特別な民族に生まれたことに由来しており、シンイリは性格によって民族特有の破壊衝動を抑えている。クイーンとは素の腹黒い方で張り合っている。メイド服はシンイリの惑星の民族衣装らしい。
クイーン
声 - 小岩井ことり
一章の刑務棟脱出途中に仲間になる。刑務棟にいる囚人達のリーダーで、よくばりでわがままだが面倒見がよいため慕われている。外見はピンク色の髪の長いポニーテール、赤い和服を改造したような服装が特徴で、武器は複数所持している日本刀と扇子。京都弁のような言葉遣いが特徴的で語尾は「～ぇ」。阿弥陀や散閃世界（さんぜんせかい）などの技名は意味ではなく響きのよさで決めている。一見、粗野で乱暴に見えるが、歩き方や食事の作法、立ち振る舞いは皇族のように華やか。仲間で唯一、脱出手段を知っているがなぜかその理由を明らかにしようとしないガンタイに疑念を抱いている。
クノイチ
声 - 田所あずさ
二章で遺跡の罠にかかっていたところを助けられ仲間になる囚人。忍者にあこがれており、くないや煙幕など忍者にちなんだ武器を使う。髪型は短いツインテール、左右にきっちりと分けた髪型で額が強調されている。服装は忍装束を改造したような服を着ており、腕は黒い手甲に覆われ、胸にはビキニのようなものを着用し、腹まで肌が露出し、足袋を履いている。冷静なようだがそそっかしいところがあり、失敗しては恥ずかしい思いをしている。語尾は「～でござる」。
ショーグンから裏切り者の一族と教え込まれ、パーティーに潜入していたが実は裏切ったのはショーグンの方で貴重とされる忍びの一族をまるごと売って帝国に取り入ろうと画策していた。七章で一旦はショーグンのもとに戻ったが、ガンタイに説得されて再びパーティーに復帰した際にはガンタイを主と決めた。
マリア
声 - ブリドカットセーラ恵美
三章で仲間になる囚人。外見は青い髪、修道服を改造したような服装で胸の部分だけは付け根から露出、バストトップ周りはベルトを巻いている。知的で穏やかな性格。
かなりの近眼ではあるものの普段は眼鏡をしないが、スナイパーライフルをメイン武器とするため戦闘時は眼鏡をかけている。過去には決して表には出ない帝国の影の部隊に所属していた。その頃は戦闘の合間に宇宙ピンボールやアメリカンクラッカーで遊んでいたという。つねに微笑んでいるが、おそろしい一面もあり、クイーンが冗談で安全確認のために赤外線センサーの通路にヒメのぬいぐるみを投げて蒸発させて泣かせた際にセンサーが解除された後は安全確認のためにクイーンを投げ入れた。
ヒメ
声 - 東山奈央
四章で仲間になる。小柄な体格、腰まであるピンクの長い髪に赤いヘアバンドのほか、頭に載った冠が特徴。好奇心旺盛にして飽き性、そして見栄っ張りだが、実はさみしがり屋。語尾は「～なのじゃ」。ジャンヌによりずっと人の子だと思わされ、囚徒を監視していれば母上が迎えに来ると信じていた。その後、スティグマと同じくゆりかごより生み出された人工生命と知り、ジャンヌの説得も虚しく廃ビルに逃げ込むが、ガンタイに説得されパーティーに入った。乗って飛べるピンク色のサメ型の銃火器を武器とする。

### 監獄の関係者
ショチョー
声 - 櫻井浩美
ウルカデンの刑務官を務める女性。刑務棟の囚人たちに所長と間違われていた。武器は拳銃と馬鞭型警棒。
ガンタイ達に敗れたことで刑務官を辞めた後、囚徒街の店でバイトを始め、アイテムショップの店員となる。以前は別の惑星に居たが、上司に逆らい左遷同然にウルカに異動。
ジャンヌ
声 - 千葉泉
ヒメの護衛。剣と盾を携えた女騎士。ヒメのためにとずっと騙し続けていた。
テンシ
声 - Lynn
無知を恥じ、あらゆる情報を調べ尽くすことに情熱を注ぐ女性。ほぼ全裸ともいえるべき服装と、右手に装着したボウガンが特徴。一度、マリアが単独で挑み敗れている。正体は「ゆりかご」の本体。何体でも生産可能らしいが、戦闘後は上位コードの命令を受けて停止。
ショーグン
声 - 白石真梨
金のためならば外道に堕ちることもいとわぬ殿で、自分が一番だと思っている。武器はからくり仕様のチェーンソー。私欲のためにクノイチを騙し続けていた。
ザ・ボマー
声 - 小林ゆう
爆弾マニアの女性で、迷彩柄をあしらった服装が特徴。熱い性格で、ジャングルの動物に好かれやすい。シンイリと同じモルドレ種だがメイド服は着ていない。最初は気が違ったかのような爆弾魔的な性格でパーティーに迫ったが、同種のシンイリを不幸にさせない良心から仲間たちを試していた。
リーダー
声 - 久川綾
ガンタイと因縁のある女性で、外見は黒いコートに白いスカート、黒い帽子を斜めに被り、青白い髪で短いおさげ髪、長い髪で右目を隠している。左目は王の眼。皇族でトゥレイダーのリーダーだったが裏切った。
オメガ
声 - 小笠原早紀
束縛を嫌う超能力幼女。外見は茶色のロングヘア、金色の瞳、腰に黒いリボンを巻いた白い半袖のワンピース、首と両腕に黒いリングを着けている。リーダーによって造られた究極の生命体。究極ゆえに不完全なものを嫌い、生みの親のリーダーをママと呼ぶが、不完全だとわかるとあっさり斬り捨てた。初登場時は生まれたばかりのため片言口調だが、急速な成長を遂げ最終決戦時には普通に喋れるまでになっている。

## 用語
ウルカデン
銀河の果てにある巨大な監獄惑星。囚人を入所させるためのゲートはあるが、一度入ってしまえば出られない。過去に一人だけ脱獄した囚徒がいる。
帝国
ありとあらゆるものすべてを支配している存在。
カハヴ
人間。女性や男性といった概念はなく、生まれたカハヴはすべて女性になる。すべてのカハヴは帝国によって番号をつけられるが、孤児にかぎりタグ無しとなり番号はつけられない。
ヴェクス
男性。はるか昔に存在したとされる。
トゥレイダー
反帝国組織。強硬派で知られ、捕まれば囚徒よりも苛烈な牢獄に入れられる。
モルドレ
破壊衝動が強い褐色の肌の民族。無から爆弾を生成できる。帝国では希少種としている。
忍びの一族
秘伝の技術を多くをもっており、帝国では希少種とされる。
ゆりかご
モンスターを生み出す存在。ウルカデンではテンシが該当。
スティグマ
ゆりかごから生み出された人型モンスター。反抗・反発といった自己がない。
暴君の眼
ガンタイの右目、リーダーの左目。見つめられたものは目で辱められすべてをさらけだしてしまう。暴君の眼が発動している空間は黄金空間と呼ばれる。
デンチ
武器を機能させる要素。デンチなしでは武器は機能しないため、極東刑務棟では囚徒は武器を与えられたまま投獄される。
バッテリー
デンチの補給装置。デンチとセットでないと意味が無い。ガンタイはデンチ・バッテリーの両方を隠し持っていた。
リプロチャージャー
各ダンジョンに設置されているバッテリー補給機。名称は英語のリプロデュース（複製・再生）とチャージ（充電）から来ている。
宇宙（アストロ）
登場する食べ物やその他に使われる単語。
銀河（ギャラクティカ）
登場する社名や道具に使われる単語。

## 開発

### 企画
2012年、インテンスの福田尚己は、アークシステムワークスにあえて毛色の違う本作の企画を持ち込んだ。
それからほどなく、アークシステムワークスの社長である木戸岡稔から本作についての問い合わせが福田に寄せられ、福田は本作を開発する決意をした。
その後、木戸岡はアークシステムワークスの広報担当者に連絡し、その広報担当者は自身がファンだったみやま零を起用した。

### シナリオ
大まかなプロットは企画提出時に作られており、ゲームシナリオライター集団のクオリアにはそのプロットをさらに詳細化したものを渡したうえでシナリオ作成を依頼し、クオリアの世俵まことが担当した。
世俵はインテンスの脱出ゲームのシナリオの執筆経験はあったものの、RPG作品のシナリオの経験はなかったため、手探りで始めたところがあったとファミ通とのインタビューの中で述べ、製作期間が短かったため、本当に出来上がるのかと不安だったと振り返っている。
一度シナリオは採用されたものの、「情景描写など、会話文以外の文章を消してほしい」という指示が出された。
広報担当者はこの時の判断について「シナリオを読んでいるときは読みやすくて面白いと思ったが、ゲームに落とし込むんだ時にテンポの悪さを感じた。アドベンチャーゲームやノベルゲームにするにはよかったが、RPGとアドベンチャーゲームでは文法が違うことを気づかされた。」と振り返っており、世俵も「一度OKが出た後のリテイクだったため、あの時は驚いたが、RPGとの相性を考えるとよい判断だったと思う」と述べている。
世俵は「女の子たちの戦隊もの」をイメージに掲げ、少女たちの交流を描きつつ、『熱さ』や『シリアスなドラマ』を盛り込み、登場人物全員に見せ場を設けることにこだわった。
また、物語の雰囲気は百合とは少し違う方向に向けつつも、物語の味付けとして百合の要素は加えられた。

### キャラクター設定
福田は最初から百合ものを作るというつもりはなかったものの、設定自体は初期段階から決まっていた。
一度は男の娘を主人公に据えることも考えたが、敷居が高くなることをおそれがあったことから、少女を主人公にすることを決めた。
主人公であるガンタイは、少し男性的な視点を持った少女として設定された。

### システム構築
本作は、物語を楽しむことに重きを置くために、あえてハックアンドスラッシュ要素を弱めると同時に、システム面の調整に時間をかけたうえで、サブイベントやマップ攻略という形でRPGとしてのやりこみ要素を付与した。
バッテリーやデンチをはじめとする戦闘システムも、様々なキャラクターを楽しんでもらうために導入された。
広報担当者は3Dダンジョンが苦手だったことから、ライトユーザーの視点からシステムのアドバイスを行った。

## 不具合
第十章の後半で訪れることができるダンジョンで、特定の浮遊岩を破壊せずにクリアすると、再度訪れた際に最深部まで進めなくなってしまい、結果として宝箱が全て回収できなくなるなどの可能性がある。この件に関しては、その浮遊岩を破壊してダンジョンをクリアするようにと公式サイトでも注意を呼びかけているが、修正する予定は無いと発表している。